# Amanda Longan
Amanda Brooke Longan (* 16. Januar 1997 in Moorpark, Kalifornien) ist eine Wasserballspielerin aus den Vereinigten Staaten. Sie gewann bis Februar 2024 eine Goldmedaille bei Olympischen Spielen, vier Goldmedaillen bei Weltmeisterschaften sowie eine Goldmedaille bei Panamerikanischen Spielen.

## Sportliche Karriere
Amanda Longan war 2016 und 2018 Torhüterin der USC Trojans, als diese den Meistertitel der National Collegiate Athletic Association gewannen.
2015 wurde Longan Junioren-Weltmeisterin. Ab 2017 nahm sie mit der Nationalmannschaft der Vereinigten Staaten an fast allen großen internationalen Meisterschaften teil. Sie fungierte dabei in der Regel als Ersatztorhüterin für Ashleigh Johnson. Sie war auf diese Art an den Weltmeistertiteln 2017 und 2019 beteiligt. Bei den erst 2021 ausgetragenen Olympischen Spielen in Tokio siegte das Nationalteam im Finale mit 14:5 gegen die Spanierinnen. Longan wurde kurz vor Spielende für Johnson eingewechselt, so dass auch Longan am Olympiasieg beteiligt war. Sie bekam zwei Würfe aufs Tor, von denen sie einen abwehren konnte.
Nach dem Titelgewinn bei der Weltmeisterschaft 2022 erreichte das US-Team 2023 in Fukuoka nur den fünften Platz. Die Mannschaft aus den Vereinigten Staaten gewann aber bei den Panamerikanischen Spielen 2023 und der Weltmeisterschaft 2024. Bei den Olympischen Spielen 2024 in Paris siegte die Mannschaft im Viertelfinale gegen die Ungarinnen. Nach einer Halbfinalniederlage gegen die Australierinnen verlor das US-Team das Spiel um Bronze gegen die Niederländerinnen. Amanda Longan wurde nur in der Vorrunde kurz eingesetzt, Stammtorhüterin war weiterhin Ashleigh Johnson.